# Estádio Nagai
O Estádio Nagai (大阪市 長居陸上競技場, Ōsaka-shi Nagai Rikujō Kyōgijō) é um estádio localizado em Osaka, Japão. É a casa do Cerezo Osaka.
Inaugurado em Maio de 1996, recebeu partidas da Copa do Mundo de 2002 e o Campeonato do Mundo de Atletismo de 2007, além de receber a primeira e as demais finais da Copa Suruga Bank, até 2011.

## Jogos da Copa do Mundo de 2002
- 12 de Junho: Grupo F -  Nigéria 0 - 0  Inglaterra
- 14 de Junho: Grupo H -  Tunísia 0 - 2  Japão
- 22 de Junho: Quartas de Final -  Senegal 0 - 1  Turquia

## Ligações Externas
- WorldStadiums.com
- Google Maps - Foto por Satélite

| Precedido por Estádio Olímpico de Helsinque, Helsinque | Campeonato Mundial de Atletismo de 2007 | Sucedido por Estádio Olímpico de Berlim, Berlim |
| ------------------------------------------------------ | --------------------------------------- | ----------------------------------------------- |

1. ↑  «サブスペース｜ヤンマースタジアム». 長居公園 -NAGAI PARK- (em japonês). 14 de julho de 2022. Consultado em 25 de julho de 2025
2. ↑  «95 No Japão». www.botafogo.com. Consultado em 3 de abril de 2024
3. ↑  «Arsenal, da Argentina, faz 1 a 0 no Gamba Osaka, do Japão, e conquista a Copa Suruga Bank». www.otempo.com.br. Consultado em 3 de abril de 2024